# Höljesbanan
Höljesbanan, également nommé Höljes Motorstadion est un circuit de rallycross situé près du village de Höljes (sv)  en Suède.

## Histoire
Ouvert en 1976, ce tracé accueille chaque année la manche suédoise du Championnat du monde de rallycross FIA depuis sa création en 2014.
Il accueille également depuis 1991, le Championnat d'Europe de rallycross.

## Présence dans les jeux vidéo
- Dirt Rally, 2015
- Dirt 4, 2017

## Galerie

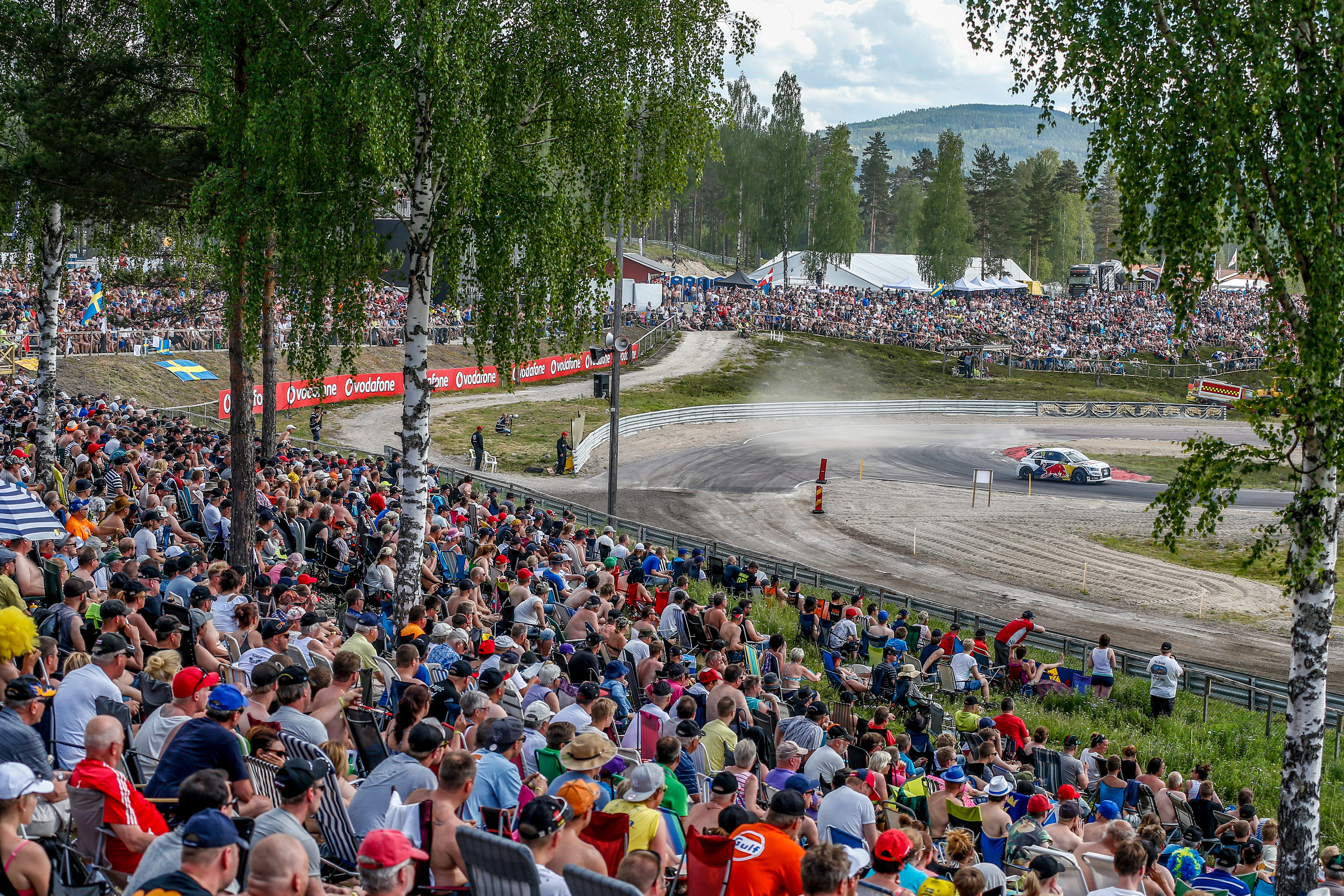
Entrée du tour joker.
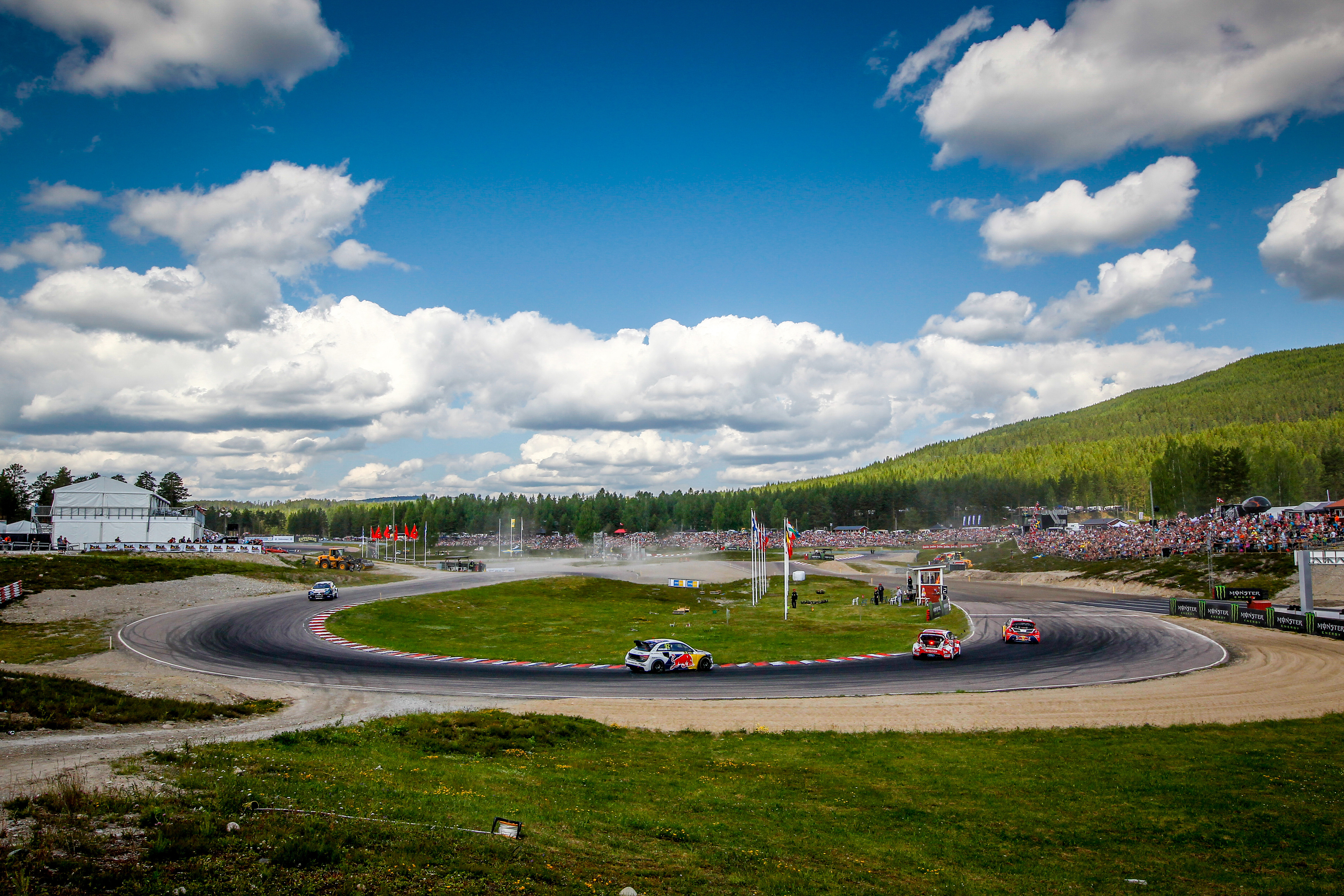
Dernier virage du tracé.